# Lublin R.XIII
Lublin R-XIII byl polský jednomotorový dvoumístný průzkumný, pozorovací a spojovací letoun vyráběný ve 30. letech 20. století.

## Vývoj a verze
Letoun navrhl inženýr Jerzy Rudlicki v roce 1931 s motorem Škoda Whirlwind. Sériová výroba začala 17. září 1931 po objednání 50 kusů Departmentem Aeronautyki.
První stroje Lublin R-XIIIA vstoupily do služby 7. června 1932. Verze R-XIIIA bylo vyrobeno 30 kusů s oběžným kruhem TO-7 pro kulomet Vickers K[ujasnit] ráže 7,7 mm v prostoru pozorovatele a mírně odlišné verze R-XIIIB dalších 20 kusů s kruhy Rudlicky R-2. DA nechal pět strojů upravit na kurýrní pro vlastní potřebu. Prostor pozorovatele byl změněn na pasažérskou kabinu.
Na podzim 1931 byl první prototyp (výr. č. 54-15) přestavěn na plovákový letoun pro zkoušky u Morskiego Dywizjonu Lotniczego. Po zdařilých testech objednalo námořní letectvo tři exempláře R-XIIIbis/hydro s dřevěnými plováky zaměnitelnými za kolové podvozky. Letouny poté sloužily u říční eskadry.
V září 1932 továrna obdržela další zakázku od DA na 170 kusů R-XIII. Následovaly tak aerodynamicky vylepšené verze R-XIIIC s dvojím řízením (48 kusů), dva prototypy R-XIIIE a R-XIIIF s motory Whirlwind o vyšším výkonu 221 kW, 95 R-XIIID a výhledově 25 kusů inovované verze E s novými pohonnými jednotkami Škoda G-1620 Mors o 250 kW. S výjimkou sériových E byly dodány do ledna 1934. „Déčka“ se dodávala již s novým oběžným kruhem SS-22 pro zdvojené Vickersy, motor byl opatřen prstencem Townend s regulační žaluzií a tvarově byl zakryt i vstup vzduchu ke karburátoru. Stroje verzí A, B a C byly při opravách postupně upravovány na standard verze D.
Od roku 1934 byla vyráběna námořní plováková verze R-XIIIter/hydro s celkovou produkcí 10 kusů, které odpovídaly pozemním R-XIIID. Plováky již byly celoduralové britské firmy Short, vyráběné v podniku PZL. Následovala další zakázka na šest plovákových R-XIIIG/hydro.
Od listopadu 1933 se vyráběla série 25 kusů verze E a 50 kusů F, které měly oproti prototypům motory Mors. Firma výrobu takového počtu strojů nezvládala a na podzim 1935 vyhlásila bankrot. Po zestátnění podnik pod novým názvem LWS pokračoval ve výrobě objednaných R-XIIIF až do poloviny roku 1938.

## Konstrukce
R-XIII měly příhradové trupy svařeny z ocelových trubek a potaženy plátnem, na hřbetě překližkou a na přídi duralovými plechy. Z trubek byly také kostry ocasních ploch potažených plátnem. Křídlo bylo celodřevěné s překližkovým potahem na náběžné hraně a plátěným na zbytku. Křidélka byla opatřena aerodynamickým vyvážením ploškami na ramenech. Vrtule se používaly dvoulisté dřevěné Szomański, kovové se používaly výjimečně.

## Bojové nasazení
V roce 1939 sloužilo u jednotek 150 letadel R-XIII, z toho 50 strojů verzí R-XIIID a R-XIIIC u bojových jednotek, 30 strojů u cvičných jednotek, 30 strojů bylo v rezervě a asi 40 strojů v opravě. Letouny sloužily u eskader č. 13, 23, 33, 53 a 63. Plovákové stroje operovaly při obraně Helu i ostřelovaly Němce na Westerplatte.
K operačnímu nasazení R-XIII došlo i při konfliktu na polsko-slovenské hranici. Dne 6. září 1939 byl jeden R-XIIID (56-194) nad slovenským územím u obce Ostrovany sestřelen stíhačkou Avia B-534 a jeho posádka zahynula.
Během bojů bylo 40 letounů zničeno a 10 se podařilo ulétnout do Rumunska a Maďarska, kde byly zabaveny.

## Specifikace (R.XIIID)

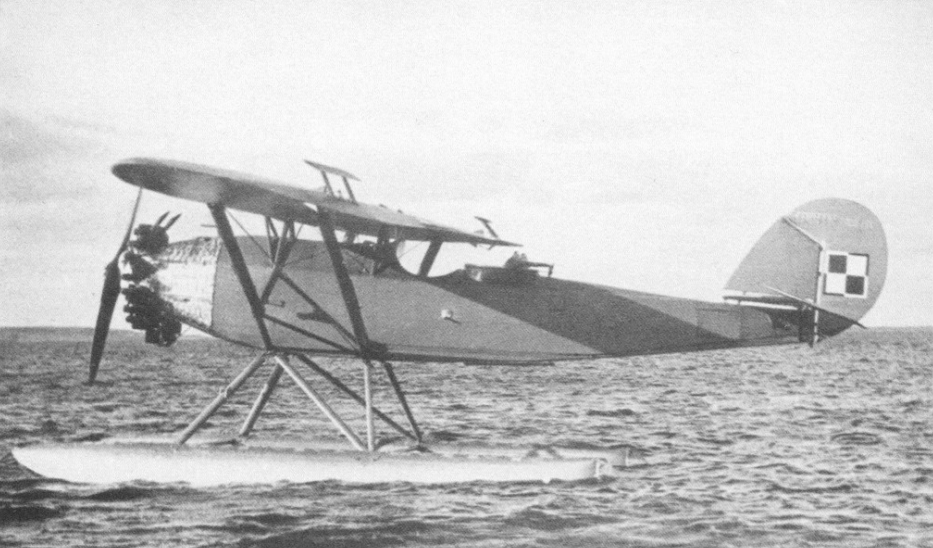
Lublin R.XIIIbis/hydro

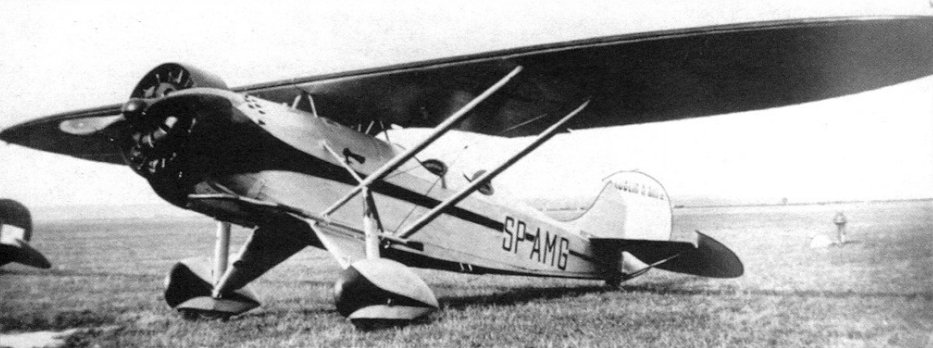
Lublin R.XIII (SP-AMG)

Údaje podle

### Technické údaje
- Osádka: 2
- Rozpětí: 13,25 m
- Délka: 8,46 m
- Výška: 2,76 m
- Nosná plocha: 24,50 m²
- Hmotnost prázdného letounu: 960 kg
- Vzletová hmotnost: 1330 kg
- Pohonná jednotka: 1 × vzduchem chlazený devítiválcový hvězdicový motor Škoda-Wright J-5 Whirlwind[3]
- Výkon pohonné jednotky: 220 hp (160 kW)[3]

### Výkony
- Maximální rychlost u země: 195 km/h
- Cestovní rychlost: 165 km/h
- Dostup: 4 450 m
- Dolet: 600 km

### Výzbroj
- 1–2 × pohyblivý kulomet[4]